# 原聲吉他

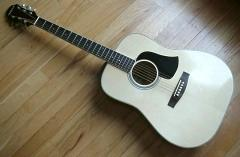
现代原声吉他

原聲吉他（英語：Acoustic guitar），亦稱 「木吉他」，是吉他的一種類型。

## 類型

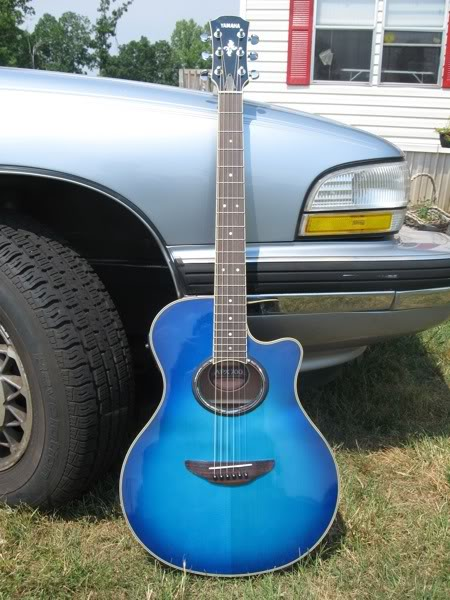
钢制雅马哈APX700电声吉他

- 尼龙、羊肠弦吉他：
  - 比维拉琴
  - 齐特琴
  - 巴洛克吉他（英语：Baroque guitar）
  - 浪漫主义吉他（英语：Romantic guitar）
  - 古典吉他（现代形式的原始吉他，包括加弦（英语：Classical guitar with additional strings）型）
    - 俄罗斯/吉普赛吉他（英语：Russian guitar）

  - 弗拉门戈吉他（英语：Flamenco guitar）
  - 鲁特琴
- 钢弦吉他：
  - 民谣吉他
  - 十二弦吉他
  - 谐振吉他（英语：Resonator guitar）
  - 拱顶吉他（英语：Archtop guitar）
  - 塞尔默/马卡费里吉他（英语：Selmer guitar）
  - 打击吉他（英语：Battente guitar）
  - 膝上钢棒吉他
  - 膝上滑棒吉他（英语：Lap slide guitar）
  - 帕罗吉他（英语：Parlor guitar）
  - 里拉吉他（英语：Lyre-guitar）
- 其他变种：
  - 竖琴吉他（英语：Harp guitar）
  - 皮卡索吉他（英语：Pikasso guitar）（竖琴吉他的一个变种）
  - 康特拉吉他（英语：Contraguitar）（竖琴吉他的维也纳变种）
  - 原声低音吉他（英语：Acoustic bass guitar）
  - 班卓吉他（英语：Banjo guitar）